# Billy McNeill
Billy McNeill (Bellshill, 2 marzo 1940 – Newton Mearns, 22 aprile 2019) è stato un calciatore e allenatore di calcio scozzese, di ruolo difensore.
È stato membro dell'Ordine dell'Impero Britannico dal 1974.

## Carriera
È stato il primo giocatore britannico a conquistare nel 1967 la Coppa dei Campioni col ruolo di capitano, battendo in finale l'Inter per 2-1 a Lisbona.
Il Celtic è stato il suo unico club da giocatore: fra il 1957 ed il 1975 ha totalizzato 790 presenze con gli "Hoops" biancoverdi, 486 delle quali in campionato. Ha vinto sette volte la Scottish Cup nel 1965, 1967, 1969, 1971, 1972, 1974, 1975, e nove volte il campionato fra il 1966 ed il 1974, sempre sotto la guida del grande Jock Stein.
Eletto Scottish Footballer of the Year nel 1965, esordì con la maglia della Nazionale scozzese a Wembley contro l'Inghilterra il 15 aprile 1961, giorno della tragica sconfitta dei "Blues" per 9-3. Conta 29 presenze con la rappresentativa scozzese, dalla quale si congedò il 27 maggio del 1975, giocando nuovamente contro l'Inghilterra ad Hampden Park.
Ritiratosi nel 1975, dopo brevi apparizioni sulla panchina del Clyde Football Club e dell'Aberdeen, ha condotto come allenatore il Celtic alle vittorie in campionato nel 1979, 1980 e 1982, conquistando la Scottish Cup edizione 1980. Dopo un'esperienza inglese al Manchester City ed all'Aston Villa, nel 1991 ha allenato nuovamente la squadra dei cattolici di Glasgow.
Per aver capitanato la squadra vincitrice del 1967, è stato scelto come testimonial per il sorteggio della UEFA Champions League 2013-2014 in quanto la finale si rigiocherà a Lisbona come l'edizione vinta dallo stesso.
Il 19 dicembre 2015 la società biancoverde gli rende omaggio facendo erigere una statua in suo onore fuori dall'impianto del Celtic Park.

## Palmarès

### Giocatore

#### Club

##### Competizioni nazionali
- Campionato scozzese: 9

Celtic: 1965-1966, 1966-1967, 1967-1968, 1968-1969, 1969-1970, 1970-1971, 1971-1972, 1972-1973, 1973-1974
- Coppa di Scozia: 7

Celtic: 1965, 1967, 1969, 1971, 1972, 1974, 1975
- Coppa di Lega scozzese: 7

Celtic: 1958, 1966, 1967, 1968, 1969, 1970, 1975

##### Competizioni internazionali
- Coppa dei Campioni: 1

Celtic: 1966-1967

#### Individuale
- Giocatore dell'anno della SFWA: 1

1965
- One Club Man Award : 2019 [2]

### Allenatore
- Campionato scozzese: 4

Celtic: 1978-1979, 1980-1981, 1981-1982, 1987-1988
- Coppa di Scozia: 4

Celtic: 1980, 1985, 1988, 1989
- Coppa di Lega scozzese: 1

Celtic: 1983